# Worth (Kent)
Worth is een civil parish in het bestuurlijke gebied Dover, in het Engelse graafschap Kent.